# Ліоплевродон
Ліоплевродон (Liopleurodon — «гладкосторонній зуб») — вимерлий рід великих хижих морських рептилій, що належав до підряду таласофонів, клади короткошиїх пліозаврових плезіозаврів. Ліоплеврон жив від келовейського ярусу середньої юри до кімериджського ярусу пізньої юри (близько 166—155 млн років тому). Вперше знайдений у 1873 р., на півночі Франції.
Ліоплевродон належав до ряду плезіозаврів і проживав здебільшого у давньому океані Тетіс. Затримуючи надовго подих (до декількох годин), він міг пірнати на велику глибину і чекати свою жертву в засідці. Пересувався ліоплевродон чотирма довгими ластами, котрими змахував по черзі (принцип підводного польоту). Хоч такий стиль плавання був виснажливим, він забезпечував тимчасове прискорення, необхідне для полювання із засідки. Змахуючи по черзі передньою і задньою парами ластів, плезіозавр домагався кращої маневровості, змахуючи одночасно — більшої швидкості. Дослідження показали, що ліоплевродон міг уловлювати запахи у воді своїми ніздрями, таким чином він наче «нюхав» воду. Дихав він киснем, коли спливав на поверхню. Єдині вороги — такі ж види плезіозаврів, його родичі. Ліоплевродон перебував на вершині харчової піраміди. Найбільший вид, Liopleurodon ferox, за оцінками, виростав до 6,6 метра у довжину, спираючись на найбільший з відомих викопних черепів.
Назва «ліоплевродон» (що означає «зуб з гладкою стороною») походить від дав.-гр. λεῖος — «гладкий», дав.-гр. πλευρά — «сторона» або «ребро» та дав.-гр. ὀδόν — «зуб». Назву роду запропонував Анрі Еміль Соваж у 1873 році. Соваж назвав три види, які він відніс до цього роду, кожен з яких ґрунтувався на одному зубі.

## Спосіб життя
Місце життя: морські води біля сучасних Центральної Америки та Європи. Харчувалися акулами, великою рибою, іноді плезіозаврами (такими як криптоклід) різновидами восьминогів і навіть іхтіозаврами. Полювали вони й жили поодинці.
Народження нових особин відбувалося в воді без відкладення яєць, тільки живородіння (розвиток малюків відбувався в утробі самки). Народжувались дитинчата уже повноцінними водними рептиліями.

## Опис
Тіло було довгим і вузьким, завдяки цьому його потужними ластами задовольнялося відмінне пересування у воді. Хвіст по довжині був трохи понад 2—3 м. Підшкірні кісткові пластини були дуже міцними та забезпечували хороший захист. Щелепи у дорослих особин були озброєні 20 см зубами.

### Розміри
Liopleurodon ferox вперше привернув увагу громадськості в 1999 році, коли він був показаний в епізоді телесеріалу BBC «Прогулянки з динозаврами», де він був зображений як величезний хижак завдовжки 25 м і вагою 150 т. Ця реконструкція базувалась на дуже фрагментарних рештках і на сьогодні вважається значним перебільшенням, а розрахунки 20-метрових екземплярів, як правило, вважаються сумнівними.
Оцінити розміри пліозаврів складно, оскільки про їхню посткраніальну анатомію відомо небагато. Палеонтолог Л. Б. Тарло припустив, що загальну довжину тіла можна оцінити за довжиною черепа, яка, на його думку, зазвичай становила сьому частину першого виміру. Користуючись цим припущенням, найбільший відомий екземпляр L. ferox був трохи понад 10 м у довжину, тоді як більш типовий для виду діапазон розмірів був би від 5 до 7 м. Маса тіла ліоплевродона була оцінена в 1 і 1,7 т для довжини 4,8 і 5,7 м відповідно, на основі зразка NHM R2680. Інші зразки кронозаврів і скелет L. ferox, GPIT 1754/2, демонструють, що їхні черепи насправді становили приблизно одну п'яту від загальної довжини тіла. Один зразок, CAMSMJ.27424, має виміряну приблизну загальну довжину 6,39 м. Найбільший відомий череп, NHM R3536, довжиною близько 1,265 м, міг належати особині довжиною приблизно 6,6 м і вагою 3,3 т.

### Голова
Череп був міцним і великим, щелепи також великі й дуже потужні, здатні розкусити навпіл практично будь-якого водного плезіозавра. Зуби у найбільших особин, у яких довжина щелепи досягала близько 25 м (+84 см), були під 25 (30) см в довжину.

### Кінцівки
Ліоплевродони були оснащені величезними ластами, які в довжину могли бути до 3,2 м кожна. Завдяки цим розмірам не було потреби здійснювати багаторазові змахи, щоб швидко і далеко поплисти, варто було всього лише зробити кілька змахів і тварина вже пропливала кілька сотень метрів під водою.

## У культурі
Ліоплевродон став відомим завдяки його зображенню 1999 року у 3-му епізоді науково-популярного телесеріалу BBC «Прогулянки з динозаврами». Там він був представлений найбільшим хижаком океану Тетіс (і інших) у пізньому юрському періоді. У фільмі був показаний 100-річний самець довжиною у 25 м і вагою у 150 тонн. Ця реконструкція базувалась на фрагментарних скам'янілостях і на наш час не є достовірною.